# اسم مرة
اِسْمُ المَرَّةِ أو مَصْدَرُ المَرَّةِ هو اسم يستعمل للدلالة على أن الفعل حدث مرة واحدة ويصاغ من الفعل الثلاثي على وزن فَعْلَة نحو جلس جلسة، ووقف وقفة، وهز هزة. وأما الفعل غير الثلاثي فاسم المرة منه، هو مصدره القياسيّ، مضافًا إليه تاء في آخره. نحو: انحدر انحدارة،  استكبر استكبارة. فإذا كان مصدر الفعل ممّا ينتهي بتاء-أصلا-نحو: رحمة ودعوة وإعانة واستقامة، وأريد استعماله للدلالة على المرة، فحينئذ يؤتى بعده بكلمة تدل على ذلك، فيقال: رحمة واحدة، ودعوة واحدة، وإعانة واحدة، واستقامة واحدة.